# Danila Kozlov
Danila Sergejevič Kozlov (rusky: Дани́ла Серге́евич Козло́в; * 19. ledna 2005) je ruský profesionální fotbalista, který hraje na pozici záložníka za klub FK Krasnodar.

## Klubová kariéra
Za Zenit Petrohrad debutoval 25. února 2023 v zápase Ruského poháru proti Volze Uljanovsk. V ruské Premier Lize debutoval 29. dubna 2023 proti týmu PFK Křídla Sovětů Samara.
Dne 31. ledna 2024 podepsal Kozlov smlouvu s Baltikou Kaliningrad na čtyři a půl roku.
Dne 27. června 2024 podepsal Kozlov pětiletou smlouvu s Krasnodarem.

## Statistiky

### Klubové
Platí k zápasu hranému 26. listopadu 2024.
| Klub              | Sezóna            | Liga                         | Liga | Liga  | Národní pohár | Národní pohár | Kontinentální | Kontinentální | Ostatní | Ostatní | Celkově | Celkově |
| Klub              | Sezóna            | Soutěž                       | Apps | Goals | Apps          | Goals         | Apps          | Goals         | Apps    | Goals   | Apps    | Goals   |
| ----------------- | ----------------- | ---------------------------- | ---- | ----- | ------------- | ------------- | ------------- | ------------- | ------- | ------- | ------- | ------- |
| Zenit Petrohrad   | 2022/23           | Ruská Premier Liga           | 2    | 0     | 1             | 0             | —             | —             | —       | —       | 3       | 0       |
| Zenit-2           | 2023              | Futbolnaja Nacionalnaja liga | 1    | 0     | —             | —             | —             | —             | —       | —       | 1       | 0       |
| Baltika           | 2023/24           | Ruská Premier Liga           | 10   | 2     | 5             | 1             | —             | —             | —       | —       | 15      | 3       |
| Krasnodar         | 2024/25           | Ruská Premier Liga           | 13   | 1     | 7             | 2             | —             | —             | 1       | 0       | 21      | 3       |
| Celkově v kariéře | Celkově v kariéře | Celkově v kariéře            | 26   | 3     | 13            | 3             | 0             | 0             | 1       | 0       | 40      | 6       |

## Úspěchy

#### Zenit Petrohrad
- Ruská Premier Liga: 2022/23